# Албарето дела Торе
Албарѐто дела То̀ре (на италиански: Albaretto della Torre; на пиемонтски: Albarej, Албарей) е село и община в Северна Италия, провинция Кунео, регион Пиемонт. Разположено е на 672 m надморска височина. Населението на общината е 255 души (към 2014 г.).